# Разведывательное управление Главного штаба ВМФ РФ
Разве́дывательное управле́ние Гла́вного шта́ба ВМФ (РУ ГШ ВМФ) — силовое ведомство, является одной из старейших разведывательных служб России. Создано в составе Военно-морских сил в 1938 году, хотя имеет более ранее корни.
День разведки ВМФ был утвержден приказом главкома ВМФ № 41 от 30 января 1998 года. Именно в этот день в 1938 году приказом наркома ВМФ СССР все вопросы военно-морской разведки перешли в ведение вновь созданного Разведывательного отдела Наркомата ВМФ.

## Функции
- решает задачи по сбору информации о местах дислокации, вооружении, численном составе, предполагаемых намерениях противостоящих частей и подразделений группировки противника. Полученные разведчиками данные используются командованием для оценки обстановки и принятия решения для ведения боевых действий;
- для осуществления разведывательной деятельности создаются наблюдательные пункты, разведдозоры, разведгруппы, поисковые группы для действий на линии соприкосновения и действий в тылу противника. Они используют различные способы разведки, среди которых могут быть: наблюдение, засада, налет, опрос местных жителей, прослушивание радио- и телефонных переговоров, захват пленного;
- при выполнении своих обязанностей приходится действовать в сложной, порой экстремальной обстановке, в любое время суток, в любых погодных условиях. При выполнении боевой задачи разведчик ВМФ должен быть физически и морально готов к захвату пленного;
- ведение наблюдения за противником, налет, захват пленного, уход от преследования;
- умение вести длительное наблюдение за обстановкой и действиями противника. Обязанности разведчика могут быть возложены на любого хорошо подготовленного морского пехотинца после обучения его навыкам ведения разведки.

## История
Разведка ВМФ России занимает достаточно значимое место, являясь одной из старейших его составляющих. История создания разведки ВМФ относится к концу XIX столетия, но было частью Военной разведки. Самостоятельная разведывательная служба ВМФ она была создана 16 февраля 1938 года, как Разведывательный отдел НКВМФ.

## Начальник РУ ВМФ России
Начальник Разведывательного управления имеет штатную категорию вице- или контр-адмирал и руководит всеми силами и средствами оперативной и агентурной разведки флота.

### Список начальников РУ
| Имя                                  | Начало полномочий  | Окончание полномочий |
| ------------------------------------ | ------------------ | -------------------- |
| Разведывательное управление ВМФ СССР |                    |                      |
| Александр Якимичев                   | январь 1938 года   | март 1938 года       |
| Николай Зуйков                       | март 1938 года     | сентябрь 1941 года   |
| Михаил Воронцов                      | сентябрь 1938 года | апрель 1945 года     |
| Александр Румянцев                   | апрель 1945 года   | 1946 года            |
| Николай Тишкин                       | август 1946 года   | апрель 1950 года     |
| Леонид Бекренев                      | апрель 1950 года   | май 1953 года        |
| Борис Бобков                         | май 1953 года      | май 1965 года        |
| Юрий Иванов                          | май 1965 года      | 1978 года            |
| Иван Хурс                            | 1978 года          | 1987 года            |
| Юрий Квятковский                     | 1987 года          | 1992 года            |
| Разведывательное управление ВМФ      |                    |                      |
| Владлен Смирнов                      | 1992 года          | 1995 года            |
| Владимир Фёдоров                     | 1995 года          | 2003 года            |
| Дмитрий Дмитриев                     | 2003 года          | 2009 года            |
| Александр Штукатуров                 | 2009 года          | 2018 года            |
| Олег Апишев                          | 2018 года          |                      |

## См. Tакже
- Воздушная разведка России
- Главное управление глубоководных исследований Министерства обороны Российской Федерации
- Главное управление Генерального штаба
- Управление военно-морской разведки (США)
- Управление военно-морской разведки (Великобритания)